# Pierre Rapsat
Pierre Rapsat (Elsene-Brussel·les, 28 de maig del 1948 - Verviers, 21 d'abril del 2002) fou un cantautor belga.

## La vida
Va néixer com Pierre Raepsaet a Elsene, als afores de Brussel·les. Son pare era un flamenc de Dottignies/Dottenijs i sa mare la filla de d'una parella de refugiats asturians. Quan tenia deu anys, la família es va mudar a Verviers, a Valònia, que va esdevenir la seva ciutat d'adopció. Des del 1994 va treballar molt per a promoure la cançó francesa al festival d'estiu Les Francofolies a la ciutat balneari de Spa.

## L'art
El mestissatge de les cultures catalana, asturiana, flamenca, valona i belga va contribuir a la sensibilitat i la diversitat palesa en la seva poesia. El jove Rapsat era un gran admirador de Jacques Brel, Georges Brassens i els Beatles. Amb el seu grup Laurélie va fer el seu primer disc quan tenia vint anys. Poc després va començar cantar sol per acabar realitzant disset àlbums. El seu primer disc New York va sortir el 1973. El 1976 era vuitè al festival d'Eurovisió amb la cançó Judy & Cie. La seva última obra, Dazibao, va sortir el 2001 poc abans la seva mort.
Inspirada en El Port de la Selva on estiuejava regularment va escriure la cançó Adeu on explica a la gent del nord que aquesta paraula tant suau vol dir més aviat «a reveure» que no pas el comiat per sempre sobreentès amb la paraula francesa adieu. Va dedicar la cançó Aurora a la seva àvia asturiana, que es deia així, i hi canta la seva vida agitada com a refugiada de la dictadura franquista.

## Discografia
- 1973 - New York (versió anglesa)
- 1973 - New York (versió francesa)
- 1975 - Musicolor (en anglès)
- 1976 - Judy et Cie
- 1977 - Je suis moi
- 1978 - Gémeaux
- 1979 - 1980
- 1980 - Donner tout son cœur
- 1981 - Un coup de rouge, un coup de blues
- 1982 - Seul dans la métropole (compilació)
- 1982 - Lâchez les fauves
- 1984 - Ligne claire
- 1986 - J'aime ça
- 1988 - Haut les mains
- 1989 - J'ouvre les yeux
- 1991 - J'ai besoin de nous
- 1992 - Brasero (conté la cançó Aurora)
- 1995 - Pierre Rapsat
- 1997 - En concert: Passager d'un soir (conté la cançó Aurora)
- 1998 - Volte-Face
- 2001 - Dazibao
- 2002 - Tous les rêves (conté Adeu i Aurora)
- 2003 - Tous les rêves (DVD)
- 2003 - Les saisons (antologia, volum 1)
- 2004 - Jardin secret (antologia, volum 2)